# In Too Deep (Belinda Carlisle)
In Too Deep è una cover della cantante statunitense Belinda Carlisle, pubblicata come primo estratto dall'album A Woman and a Man dalla Chrysalis Records nel 1996.

## Il brano
Il brano originale della cover, scritto da Rick Nowels, è stato pubblicato da Jenny Morris nel 1995.
Il singolo si è classificato al 6º posto nella UK Singles Chart nel Regno Unito ed al 11º posto in Australia nel 1996.

## Video
Il video musicale del brano, diretto da David Nelson, è stato girato in Italia precisamente nella cittadina di Sutri nel viterbese. Mostra Belinda che balla scalza, prima sul bordo e poi nella vasca della fontana in piazza del Comune, tra lo stupore della popolazione locale. Alla fine viene raggiunta da un uomo che la bacia e la abbraccia.

## Tracce
CD maxi singolo
1. In Too Deep – 4:05 (Rick Nowels)
2. I See No Ships – 3:08 (John Butler)
3. Jealous Guy – 4:12 (John Lennon)
4. (We Want) The Same Thing (Summer Remix) – 4:15 (Ellen Shipley, Rick Nowels)

Vinile 7" Picture Disc LE UK
1. In Too Deep – 4:05 (Rick Nowels)
2. (We Want) The Same Thing (Summer Remix) – 4:15 (Ellen Shipley, Rick Nowels)

## Classifiche
| Classifica (1996)            | Posizione massima |
| ---------------------------- | ----------------- |
| Australia (ARIA)             | 11                |
| Regno Unito (Singles Charts) | 6                 |